# Dramska terapija
Dramska terapija je oblik psihoterapije koja koristi kombinaciju dve discipline drame/pozorišta i psihoterapije.  u cilju ublažavanja simptoma bolesti i poremećaja, emotivne i psihičke integracije ili razvoja ličnosti.  Dramska terapija, kao hibrid obe discipline, koristi pozorišne tehnike za lečenje osoba sa mentalnim zdravljem, kognitivnim i razvojnim poremećajima.  Kroz umetnost igre i pretvaranja, pacijenti dobijaju perspektivu u terapiji svojih životnih iskustava, što se u ovoj oblasti naziva „estetska distanca“.
Dramska terapija je oblik grupne terapije, u kojoj se učesnici aktivno uključuju odigravajući svoje sopstvene probleme čime se postiže neki oblik katarze.

## Istorija
Moderna upotreba dramskog procesa i pozorišta kao terapijske intervencije počela je sa razvojem psihodrame od strane Džejkoba L. Morena, kao oblika psihoanalize zasnovanog na akciji. Međutim, iako je Morenova psihodrama prethodila početku i razvoju dramske terapije otprilike pola veka, polje dramske terapije se uspostavilo kao poseban modalitet u okviru kreativnih umetničkih terapija i ne može se posmatrati samo kao razvojni oblik psihodrame. Oblast dramske terapije se proširila da bi omogućila mnoge oblike pozorišnih intervencija kao terapije uključujući igru uloga, pozorišne igre, grupno-dinamičke igre, mimiku, lutkarstvo i druge improvizacione tehnike. Često se dramska terapija koristi da pomogne klijentu da:
- Reši probleme
- Postigne katarzu
- Udubi se u istine o sebi
- Shvati značenje lično rezonantnih slika
- Istraži i prevaziđe nezdrave lične obrasce ponašanja i međuljudske interakcije

Teorijska osnova dramske terapije leži u drami, pozorištu, psihologiji, psihoterapiji, antropologiji, igri, kao i interaktivnim i kreativnim procesima. U svojoj knjizi „Drama kao terapija: teorija, praksa i istraživanje“, Fil Džons opisuje pojavu namerne upotrebe drame kao oblik trostruke terapije.
Dramska terapija ima dugu istoriju drame kao isceliteljske sile sa drevnim korenima u ritualima lečenja i dramama različitih društava. Vezu između drame i psihološkog isceljenja društva, iako ne pojedinca, prvi je formalno priznao Aristotel, koji je bio začetnik pojma „katarza“. Drugo, početkom dvadesetog veka bolničko pozorište i delo Morena, Evreinova i Iljine označili su novi stav prema odnosu terapije i pozorišta koji je dao osnovu za kasniji nastanak dramske terapije. Konačno, pod uticajem eksperimentalnih pristupa pozorištu, pojavom i popularizacijom improvizacionog teatra, grupne dinamike, igranja uloga i psihologije 1960-ih, dramska terapija se pojavila kao kreativna umetnička terapija 1970-ih.
Danas se dramska terapija praktikuje širom sveta, a trenutno postoje akademski programi obuke u Britaniji, Nemačkoj, Holandiji, Kanadi, Hrvatskoj, Izraelu i Sjedinjenim Amerićkim Državama.

## Osnovne informacije
Dramska terapija pomaže čoveku da doživi emotivnu katarzu posmatranjem različitih dramskih uloga kroz prizmu vlastitih životnih iskustava. Gledajući tuđu psihodramu, polako i neosetno osoba uplovljava u nju, poistovjećujući se s njenim akterima, plačući, smejući se i ljuteći se u sebi zajedno s njima ili zajedno s njima traži puteve izlaska iz „slepih ulica”, u kojima su bili zaglavljeni, bolesšću ili svojim okruženjem.
Dramska terapija je zanimljiv način rada sa pacijentima ili na sebi, kojom mnogo dobiju ne samo psihijatrijski bolesniici već i oni koji se u određenom trenutku nisu spremni izložiti njenim „blagodetima”.
Dramska terapija je oblik ekspresivne (izražajne) psihoterapije u kojoj se pacijenti podstiču da prihvate sebe i kreiraju nove veštine, pa i čitavo novo socijalno okruženje i upotpune svoje postupke kroz dramatizaciju i igranje uloga.
U psihodrami pacijenti mogu odigravati najrazličitije scene od aktuelno problematičnih, onih koje su se desile nekada davno, nedovršene ili one koje bi voleli da su se dogodile, fantazije, ili pripreme za buduće rizične situacije. U njoj onine često ne predstavljaju konkretne događaje, već mogu biti i ekranizacija nekih unutranjih mentalnih procesa.
Pošto se najčešće odvija u grupi, druge uloge mogu igrati drugi ili neživi objekti, a pacijent se podstiče da istraži situaciju iz ugla mnogobrojnih uloga. Važan deo ovog procesa su analize koje se odvijaju unutar grupe, nakon same dramatizacije.
Psihodrama je izuzetno dinamična, angažuje čitavu osobu, bez obzira na uzrast i pol, i da li ona postavlja svoju scenu ili učestvuje u sceni nekog drugog. Utisci koji se događaju tokom same dramatizacije povezane su sa konkretnom scenom i praćeni su dubokim uvidima i novim utiscima koji nastaju nakon analize drame koja se odigrala.
Ovde često pacijent možete čuti poruku „ne pričaj o tome, pokaži nam to”, ako se radi o osobi kojima više odgovaraju grupne terapije pune dinamike, kako verbalnih tako i neverbalnih ispoljavanja, kao i za one kojima odgovara dramski izraz.
Za dramsku terapija nisu potrebne nikakve dramske i glumačke sposobnosti, niti se one mogu usavršiti njome. Ovo je metoda kojom treba da se istražuje sopstvena uloga i odnos sa drugima, kao i onaj unutar ljudi. Isključivo je vezana za psihoterapijski proces tako da su joj i ciljevi u skladu sa njim.

## Osnovni procesi
Fil Džons je u svojoj knjizi Drama kao terapija, pozorište kao život napisao da postoji devet ključnih procesa u srcu dramske terapije. To uključuje projektivnu identifikaciju i dramatično distanciranje.
- Projektivna identifikacija je proces u kome osoba doživljava osećanja kojima drugi ne može da pristupi.
- Dramatično distanciranje se odnosi na način na koji se emocionalnim i psihološkim problemima može lakše pristupiti putem metafore. Klijent ima distanciran odnos kroz metaforu prema ovim problemima koji mu olakšavaju tolerisanje.

## Spoljašnje veze
|  | Molimo Vas, obratite pažnju na važno upozorenje u vezi sa temama iz oblasti medicine (zdravlja). |